# Liste der Kulturdenkmäler in Gau-Bischofsheim
In der Liste der Kulturdenkmäler in Gau-Bischofsheim sind alle Kulturdenkmäler der rheinland-pfälzischen Ortsgemeinde Gau-Bischofsheim aufgeführt. Grundlage ist die Denkmalliste des Landes Rheinland-Pfalz (Stand: 3. April 2024).

## Einzeldenkmäler
| Bezeichnung                                     | Lage                                                                   | Baujahr                                | Beschreibung | Bild                           |
| ----------------------------------------------- | ---------------------------------------------------------------------- | -------------------------------------- | --- | ------------------------------ |
| Weingut Oberst Schultz-Werner                   | Bahnhofstraße 10 Lage                                                  | 1715/23                                | Vierflügelanlage; spätbarocker Walmdachbau, 1715/23; ehemaliges Verwalterhaus, Backstein, um 1900; Kelterhaus, Scheune, 18. Jahrhundert; Gewölbestall, um 1840/50; Hochgarten; zugehörig ummauerter Garten gegenüber; Spolie: Torschlussstein, bezeichnet 1651 | Fotos hochladen                |
| Bahnhof Gau-Bischofsheim                        | Bahnhofstraße 45 Lage                                                  | 1896                                   | zweiflügeliger spätgründerzeitlicher bichromer Klinkerbau, 1896 | Fotos hochladen                |
| Wohnhaus                                        | Bergstraße 2 Lage                                                      | spätes 17. oder frühes 18. Jahrhundert | barockes Wohnhaus, teilweise Fachwerk (verputzt), spätes 17. oder frühes 18. Jahrhundert | Fotos hochladen                |
| Hofanlage                                       | Bergstraße 4/6, Unterhofstraße 3/5 Lage                                | 18. Jahrhundert                        | straßenbildprägender Vierseithof; spätbarocker Walmdachbau, teilweise Fachwerk (verputzt), 18. Jahrhundert, Toranlage, dreiteilige Ökonomie, Klinkerbauten, um 1890/1900, ummauerter Garten | Fotos hochladen                |
| Skulptur                                        | Langstraße, in Nr. 3 Lage                                              | um 1410                                | ländliche spätgotische Pietà, Holz, wohl um 1410 | BW                             |
| Wegekapelle                                     | Langstraße, zu Nr. 13 Lage                                             | um 1900                                | Wegekapelle mit Rundbogenportal, um 1900; mit originaler Ausstattung | Fotos hochladen                |
| Rathaus                                         | Pfarrstraße 2 Lage                                                     | spätes 18. Jahrhundert                 | spätbarocker Walmdachbau, spätes 18. Jahrhundert | Fotos hochladen                |
| Weingut Nack                                    | Pfarrstraße 13 Lage                                                    | 17. Jahrhundert                        | stattlicher Massivbau, im Kern wohl aus dem 17. Jahrhundert, im Obergeschoss historisierendes Fachwerk (um 1900?) | Fotos hochladen                |
| Katholische Pfarrkirche St. Peter in den Ketten | Pfarrstraße 18 Lage                                                    | 1864                                   | romanisierender Backsteinsaalbau, 1864, Architekt Konrad Kraus | weitere Bilder Fotos hochladen |
| Kriegerdenkmal und Grabkreuze                   | Pfarrstraße, bei Nr. 18 Lage                                           | ab dem 17. Jahrhundert                 | Kriegerdenkmal 1870/71, Rotsandstein-Obelisk, 1872; drei Grabkreuze, 17. und 18. Jahrhundert | Fotos hochladen                |
| Schulhaus                                       | Pfarrstraße, bei Nr. 18 Lage                                           | 1830                                   | ehemalige Schule; klassizistischer Typenbau, 1830, 1890/91 erweitert | Fotos hochladen                |
| Grabmäler                                       | Steigstraße, auf dem alten Friedhof Lage                               | 19. und 20. Jahrhundert                | Friedhof 1860 angelegt - Grabmal Philipp Kayser († 1859): spätklassizistischer Rotsandsteinpfeiler - Grabmal Familie Johann Hofmann 8 († 1925): Ädikula mit Christusfigur nach Bertel Thorvaldsen, Einfassung - Grabmal Familie Martin Fritzsch († 1930): spitzbogiger Granit mit Galvano-Relief, originale Einfassung - Grabmal Eheleute Philipp Escher († 1940): Granit-Ädikula mit Bronzerelief, um 1930 - Grabmal Eheleute Gustav Hanf († 1934): Granitkreuz mit Metallkorpus und Reliefs - Grabmal Aenny Zimmermann († 1955) u. a.: klassizierende Kunststein-Ädikula, späte 1920er Jahre | Fotos hochladen                |
| Mariahilfkapelle                                | Steigstraße 23 Lage                                                    | 1890                                   | neugotischer Gelbklinkerbau, 1890; barocke Muttergottes, Sockel bezeichnet 1705 | Fotos hochladen                |
| Kurmainzer Unterhof                             | Unterhofstraße 10 Lage                                                 | spätes 18. Jahrhundert                 | Dreiflügelanlage; Wohnhaus, teilweise Fachwerk (verschiefert), spätes 18. Jahrhundert | Fotos hochladen                |
| Klepperkreuz                                    | nordöstlich des Ortes am Südhang des Gauberges; Flur Vor Hessloch Lage | erste Hälfte des 18. Jahrhunderts      | Wegekreuz auf barockem Schweifsockel der ersten Hälfte des 18. Jahrhunderts, Metallkorpus des 19. Jahrhunderts | Fotos hochladen                |
| Friedhofskreuz                                  | östlich des Ortes auf dem neuen Friedhof; Flur Mittelfeld Lage         | 1904                                   | Friedhofskreuz des Alten Friedhofs, Rotsandstein mit großem Metallkorpus, bezeichnet 1904, Bildhauer Stieb, Nieder-Olm | Fotos hochladen                |